# Титикака
Титикака (шп. lago Titicaca – „језеро Титикака“, кечуа: Titiqaqa Qucha – „Титикака језеро“) је језеро које се налази на 3.812 m надморске висине, због чега се сматра највишим језером на свету на коме је могућа комерцијална пловидба. По запремини воде и површини од око 8.300 km², то је и највеће језеро у Јужној Америци. Налази се на граници Перуа и Боливије. Језеро Маракаибо у Венецуели, са делимично сланом водом је веће, и има око 13.000 km², али га неки сврставају у море јер је иначе повезано са океаном.
Године 2000. тим међународних археолога и ронилаца пронашао је рушевине подводног храма, за који се сматра да је стар између 1.000 и 1.500 година, а који је највероватније изградило народ Тиванаку. Димензије рушевина су 200 x 50 м. Храм је пратило село, неки путеви, терасе за пољопривреду и потпорни зид дужине 800 метара.

## Преглед
Смештено на Алтиплану високо у Андима на граници Перуа и Боливије, Титикака има просечну дубину између 140 и 180 метара, а максимална дубина је 280 метара. Западни део језера припада Пуно региону Перуа, док је источна страна у Области Ла Паз у Боливији.
Пет великих речних система се улива у језеро Титикака;; више од 25 река утиче у језеро Титикака, у коме је и 41 острво – од којих су нека густо насељена.
Титикака је позната и по становништву које живи на Уросима, девет вештачких острва начињених од плутајуће трске. Златне боје, многа острва су величине око 15 x 15 м, а највећа су отприлике упола мања од величине фудбалског терена. Ова острва су постала главна туристичка атракција Перуа, па екскурзије из града Пуно на обали језера долазе у посету. Још једна туристичка атракција је острво Таквиле са другом домородачком заједницом. Становници острва Таквиле су познати по руком тканим текстилним производима, који спадају међу најквалитетније занатске производе Перуа.
Титикака воду добија од киша и топљења глечера на планинама (тзв. сијерама) изнад Алтиплана. Ову воду одводи река Десаквадеро, која тече на југ кроз Боливију у језеро Поопо (шпански: Poopó); међутим, то надокнађује мање од пет процената губитака, све остало се губи великим испаравањем као резултат снажних ветрова и јаког сунца на тој надморској висини.
Порекло имена Титикака је непознато. Преводи се као „Камена пума“, зато што обликом подсећа на пуму која лови зеца, комбинујући речи локалних језика кечуа (quechua), и ајмара (aymara), или као „Литица вође“. Међу локалним становништвом постоји неколико различитих имена.
Четвртина језера на југу је одвојена од главног дела мореузом Тикина (Tiquina), па зато Боливијанци тај мањи део зову језеро Ујнајмарка (lago Huinaymarca), а велики језеро Чукито (lago Chucuito). Перуанци мањи и већи део зову Мало језеро и Велико језеро.
Језеро Титикака је дом за више од 530 водених врста.
Од 2000. године, језеро Титикака доживљава константно опадање водостаја. Само између априла и новембра 2009. године ниво воде је опао за 81 cm (32 in), достигавши најнижи ниво од 1949. Овај пад је узрокован скраћеним кишним сезонама и топљењем глечера који напаја притоке језера. Загађење воде је такође све већи узрок забринутости, јер градови у сливу Титикаке расту, понекад надмашујући инфраструктуру за пречишћавање чврстог отпада и канализације. Према Глобалном фонду за природу (GNF), биодиверзитет Титикаке је угрожен загађењем воде и уношењем нових врста од стране људи. GNF је 2012. године номиновао језеро за „Угрожено језеро године“.

## Температура
Хладни извори и ветрови изнад језера дају му просечну површинску температуру од 10—14 °C (50—57 °F). Зими (јун – септембар) долази до мешања са дубљим водама, које су увек између 10—11 °C (50—52 °F).

## Екологија
Језеро Титикака је дом за више од 530 водених врста.
Језеро садржи велике популације птица мочварица и проглашено је Рамсарским подручјем 26. августа 1998. Неколико угрожених врста као што су огромна водена жаба и краткокрилни гњурац су углавном или у потпуности ограничени на језеро, а титикашки орестије је вероватно изумрла врста (последњи пут виђена 1938. године) због конкуренције и грабежљиваца уведене калифорнијске пастрмке и сребространог Odontesthes bonariensis. Поред Titicaca orestias, аутохтоне врсте риба у сливу језера су и друге врсте Orestias, и сом Trichomycterus dispar, T. rivulatus, и Astroblepus stuebeli (последња врста није у самом језеру, већ у повезаним екосистемима). Многе Orestias врсте у језеру Титикака значајно се разликују по преференцијама станишта и понашању у исхрани. Око 90% рибљих врста у сливу је ендемско.
Титикака је дом за 24 описане врсте слатководних пужева (15 ендемских, укључујући неколико сићушних Heleobia spp) и мање од пола туцета шкољкаша (све из породице Sphaeriidae), али су генерално оне веома слабо познате и њиховој таксономија је потребна ревизија. Језеро такође има јато ендемских врста амфипода које се састоји од 11 Hyalella (додатна врста Titicaca Hyalella је неендемиска).
Трска и друга водена вегетација су распрострањени у језеру Титикака. Тотора шаш расте у води плићој од 3 m (10 ft), ређе до 5,5 m (18 ft), али макрофити, посебно Chara и Potamogeton, се јављају до 10 m (33 ft). У заштићеним плитким водама, као што је лука Пуно, азола, елодеја, сочивица и водоперика су уобичајене.